# Lana (fiume)
Il Lana è un fiume dell'Albania, che attraversa la capitale Tirana. Il fiume attraversa il quartiere centrale della città, ove il suo alveo si trova irregimentato da una poderosa opera cementizia di contenimento, per limitare la contaminazione delle acque di falda (già inquinate da numerosi sversamenti fognari) da parte dei liquami trasportati dal fiume.

## Problematiche e risanamento
Lungo le rive del fiume Lana trovavano spazio numerose costruzioni abusive, più volte devastate dal fiume nelle varie piene susseguitesi. 
Inoltre, le sue acque erano notevolmente inquinate, a causa dei liquami derivanti dagli abusi edilizi che convogliavano le acque nere di derivazione urbana verso le campagne e il mare.
Il sindaco Edi Rama recentemente ha fatto del risanamento del Lana uno degli obiettivi della propria amministrazione, iniziando un'opera profonda di pulizia delle sponde, di purificazione delle acque ricche di batteri del tipo Escherichia coli e di abbattimento degli edifici abusivi. Negli scorsi decenni sono state intentate varie opere di bonifica con detergenti chimici a base di fenolo, ottenendo scarsi risultati.

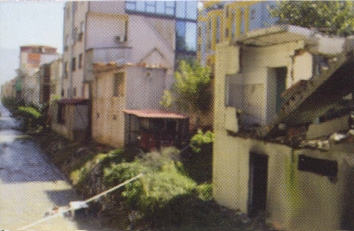
Le sponde del fiume prima del risanamento